# Tsater
Tsater (in armeno Ծաթեր?) è un comune di 489 abitanti (2001) della Provincia di Lori in Armenia.